# Paka (Maleisië)
Paka is een stad in de Maleisische deelstaat Terengganu.
Paka telt 12.700 inwoners.